# 桂平郡
桂平郡，中国南北朝时设置的郡。
南朝梁置，治所在今广西壮族自治区桂平市西（當時為桂平縣）。辖境即相当今桂平市一带。隋开皇九年（589年）废。將其屬縣分劃入鬱林郡和永平郡 。